# Jamanak
Jamanak (arménien : Ժամանակ, littéralement « Temps ») est le plus ancien quotidien de Turquie publié en langue arménienne. Il a quatre pages, est publié chaque jour sauf le dimanche et est tiré à 2 000 exemplaires. Créé par Missak Kotchounian en 1908, il appartient aujourd'hui à son petit-fils du même nom.